# Cebuella
Cebuella — рід малих мавп Нового Світу з родини ігрункових. Вони є рідними для тропічних лісів західної частини басейну Амазонки в Південній Америці (Бразилія, Колумбія, Еквадор, Перу, Болівія). Ці мавпи відомі тим, що є найменшими приматами у світі, їх вага трохи більше 100 грамів. Вони, як правило, зустрічаються у вічнозелених лісах і лісах на узбережжі річок і є фахівцями з поїдання камеді.
Близько 83% популяції карликових мармозеток живуть у стабільних стадах із двох-дев'яти особин, включаючи домінантного самця, самку, що розмножується, і до чотирьох послідовних поколінь потомства. Хоча більшість груп складається з членів родини, деякі можуть також включати одного або двох додаткових дорослих особин. Члени групи спілкуються за допомогою складної системи, що включає голосові, хімічні та візуальні сигнали. Самиця народжує двійню двічі на рік, і батьківська опіка розподіляється між групою.
Найбільшу загрозу становлять втрата середовища існування та торгівля домашніми тваринами.